# Desiree Glaubitz
Desiree Marika Glaubitz (Traralgon, 24 settembre 1979) è un'ex cestista australiana con cittadinanza olandese.

## Carriera
Guardia di 179 cm, in Italia ha giocato con Parma e Priolo in Serie A1.

## Statistiche
Statistiche aggiornate al 9 luglio 2011
| Stagione        | Squadra           | Competizione | Partite | Partite | Partite | Statistiche tiro | Statistiche tiro | Statistiche tiro | Altre statistiche | Altre statistiche | Altre statistiche | Altre statistiche | Altre statistiche |
| Stagione        | Squadra           | Competizione | Pres.   | Titol.  | Minuti  | Tiri da 2        | Tiri da 3        | Liberi           | Rimb.             | Assist            | Rubate            | Stopp.            | Punti             |
| --------------- | ----------------- | ------------ | ------- | ------- | ------- | ---------------- | ---------------- | ---------------- | ----------------- | ----------------- | ----------------- | ----------------- | ----------------- |
| 2005-2006       | Stem Marine Parma | Serie A1     | 7       | 7       | 251     | 23/43            | 19/32            | 13/15            | 31                | 6                 | 12                | 0                 | 116               |
| feb. '07-'07    | Lavezzini Parma   | Serie A1     | 14      | 8       | 359     | 46/99            | 12/33            | 28/40            | 29                | 9                 | 26                | 2                 | 156               |
| feb. '08-'08    | Acer Priolo       | Serie A1     | 3       | 3       | 92      | 5/12             | 3/10             | 2/2              | 4                 | 0                 | 3                 | 0                 | 21                |
| Totale carriera |                   |              |         |         |         |                  |                  |                  |                   |                   |                   |                   |                   |